# Miguel Sebastián
Miguel Sebastián Gascón (ur. 13 maja 1957 w Madrycie) – hiszpański ekonomista, nauczyciel akademicki i polityk, profesor Uniwersytetu Complutense w Madrycie, w latach 2008–2011 minister przemysłu, turystyki i handlu.

## Życiorys
Ukończył studia ekonomiczne na Uniwersytecie Complutense w Madrycie, doktoryzował się z tej dziedziny na University of Minnesota. Jako nauczyciel akademicki związany z UCM, gdzie doszedł do stanowiska profesora. W 1999 objął stanowisko dyrektora departamentu badań w banku Banco Bilbao Vizcaya Argentaria.
W połowie lat 70. związany z Partido Socialista Popular, następnie z Hiszpańską Socjalistyczną Partią Robotniczą (PSOE). W 2003 został doradcą ekonomicznym premiera José Luisa Zapatero, a w 2004 dyrektorem biura ekonomicznego w urzędzie premiera (w randze sekretarza stanu). W 2006 bez powodzenia z ramienia PSOE ubiegał się o urząd alkada Madrytu.
Od kwietnia 2008 do grudnia 2011 zajmował stanowisko ministra przemysłu, turystyki i handlu w drugim gabinecie José Luisa Zapatero.
Odznaczony Krzyżem Wielkim Orderu Karola III (2011).